# 苏克马尔普尔尼扎马巴德
苏克马尔普尔尼扎马巴德（Sukhmalpur Nizamabad），是印度北方邦Firozabad县的一个城镇。总人口35327（2001年）。

## 人口
该地2001年总人口35327人，其中男性19178人，女性16149人；0—6岁人口6942人，其中男3734人，女3208人；识字率56.53%，其中男性为65.16%，女性为46.27%。